# Esercito genovese
L'esercito genovese fu l'esercito della Repubblica di Genova e di tutte le sue colonie.

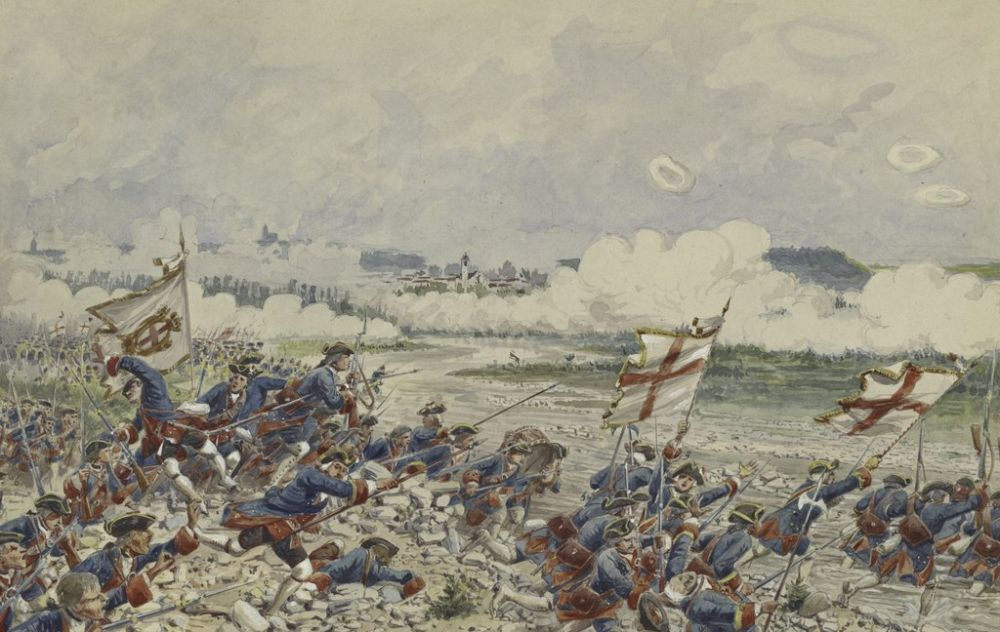
Carica dell'Esercito genovese

Durante il medioevo e fino al XVI secolo composto da compagnie mercenarie, soppiantate poi da un esercito professionale capace di supportare al meglio al marineria genovese.

## Il medioevo ed i balestrieri

### Secolo XII (1100-1199)
Nel XII secolo, la Repubblica di Genova consolidò la propria identità come potenza marinara e in minore entità, militare. La partecipazione alla Prima Crociata (1096-1099) rappresentò un momento cruciale per l'affermazione della sua influenza. Sotto la guida di Guglielmo Embriaco, i genovesi contribuirono in modo determinante alla conquista di Gerusalemme, utilizzando innovative torri d'assedio per sopraffare le difese cittadine. Questo successo rafforzò la reputazione dei balestrieri genovesi, che si distinsero per la loro abilità nel combattimento.
Le milizie genovesi erano composte principalmente da soldati cittadini, tra cui mercanti, artigiani e membri delle classi nobili. Questi ultimi servivano come cavalieri, mentre gli altri componenti costituivano la fanteria. Le fonti storiche dell'epoca forniscono informazioni limitate sulla struttura organizzativa dettagliata di queste forze, ma è noto che la partecipazione alle crociate contribuì all'esperienza militare.

### Secolo XIII (1200-1299)
Il XIII secolo segnò un'espansione significativa per Genova, sia in termini territoriali che economici. Le colonie nel Mar Nero, come Caffa e Soldaia, divennero centri nevralgici per il commercio tra l'Europa e l'Oriente. Questi insediamenti richiedevano una presenza militare costante per garantire la sicurezza delle rotte commerciali e la protezione degli interessi genovesi. Le forze armate genovesi includevano contingenti di balestrieri, noti per la loro efficacia in battaglia. Ad esempio, nel 1247, 600 balestrieri genovesi contribuirono a rompere l'assedio imperiale di Parma, dimostrando l'efficacia di queste truppe leggere.

### Secolo XIV (1300-1399)
Arrivando al XIV secolo, l'esercito genovese continuò a evolversi, integrando nuove tattiche e tecnologie belliche. Un episodio emblematico fu la partecipazione dei balestrieri alla battaglia di Crécy nel 1346, durante la Guerra dei Cent'Anni. Nonostante la loro reputazione, i balestrieri furono sconfitti dalle forze inglesi, in parte a causa di una disposizione tattica svantaggiosa e di condizioni meteorologiche avverse. Le famiglie nobili genovesi, come i Doria, gli Spinola e i Grimaldi, continuarono a svolgere un ruolo cruciale nell'organizzazione e nel comando delle forze armate. Le loro risorse finanziarie e il prestigio sociale permettevano loro di mantenere eserciti privati, che spesso venivano impiegati in conflitti sia all'interno dei confini italiani che in campagne oltremare.

## Mercenari e pirati di Genova

Lo stemma della famiglia Giustiniani

Nel tardo Medioevo, la Repubblica fece largo uso di mercenari e corsari per proteggere i propri interessi commerciali e territoriali. Tra queste figure spicca Giovanni Giustiniani Longo, nobile genovese nato nel 1418, celebre per la sua abilità militare e per il ruolo decisivo nella difesa di Costantinopoli contro gli Ottomani nel 1453. Già podestà di Caffa, una colonia genovese in Crimea, si distinse come comandante di truppe mercenarie, reclutate in gran parte a Chio, altra isola sotto influenza genovese. Giustiniani incarna l’archetipo del capitano genovese al servizio sia della repubblica sia di cause esterne, in un’epoca in cui confini tra guerra, commercio e pirateria erano spesso labili.

## L'effettiva costituzione di una forza (XV secolo)
Nel XV secolo, l'esercito genovese era prevalentemente composto da mercenari, tra cui soldati corsi e tedeschi. Tuttavia, nel 1528, la Repubblica iniziò a formare una milizia nazionale, affiancando o sostituendo le truppe mercenarie. Questa milizia era organizzata in colonnellati, ciascuno comandato da un colonnello o sergente maggiore, e suddivisa in compagnie di soldati. Ad esempio, nel 1598, il colonnellato di Ventimiglia comprendeva 32 compagnie con 11.295 fanti.

### Gradi Militari
La struttura gerarchica dell'esercito genovese comprendeva diversi gradi, tra cui:
- Capitano: Comandante di una compagnia, responsabile delle operazioni sul campo.
- Conestabile: Sottufficiale che comandava una bandiera (unità di 20-25 uomini), rispondendo al capitano Storiain
- Colonnello/Sergente Maggiore: Comandante di un colonnellato, sovrintendeva a più compagnie.

Un esempio di organizzazione interna di una compagnia di balestrieri nel XIV secolo includeva:
| Nominativo  | Paga               |
| ----------- | ------------------ |
| Capitano    | 45 fiorini di paga |
| Conestabile | 15 fiorini di paga |
| Balestrieri | 7 fiorini di paga  |

### Armamenti
Nel XV secolo, l'armamento standard dei soldati variava in base al ruolo:
- Balestrieri: Equipaggiati con la balestra, un'arma che richiedeva materiali selezionati e una costruzione accurata. Le balestre genovesi, note come "manesche", erano maneggevoli e prive di sistemi di mira complessi. I dardi utilizzati erano in ferro o acciaio, con punte piramidali o coniche, e impennaggi per migliorarne la precisione. La portata efficace era fino a 100 metri, con una portata massima di 350-400 metri.
- Soldati a Piedi: Potevano essere armati con spade, picche e altri strumenti da mischia.
- Soldati a Cavallo: Spesso utilizzati come unità di supporto mobile, armati con lance e spade.[8]

### Evoluzione nel XVI Secolo
Nel XVI secolo, l'esercito genovese vide l'introduzione di armi da fuoco, come archibugi e pistole a ruota. Le balestre tradizionali vennero progressivamente sostituite da armi da fuoco più moderne, sebbene le balestre a martinetto e a palle continuarono ad essere utilizzate. 

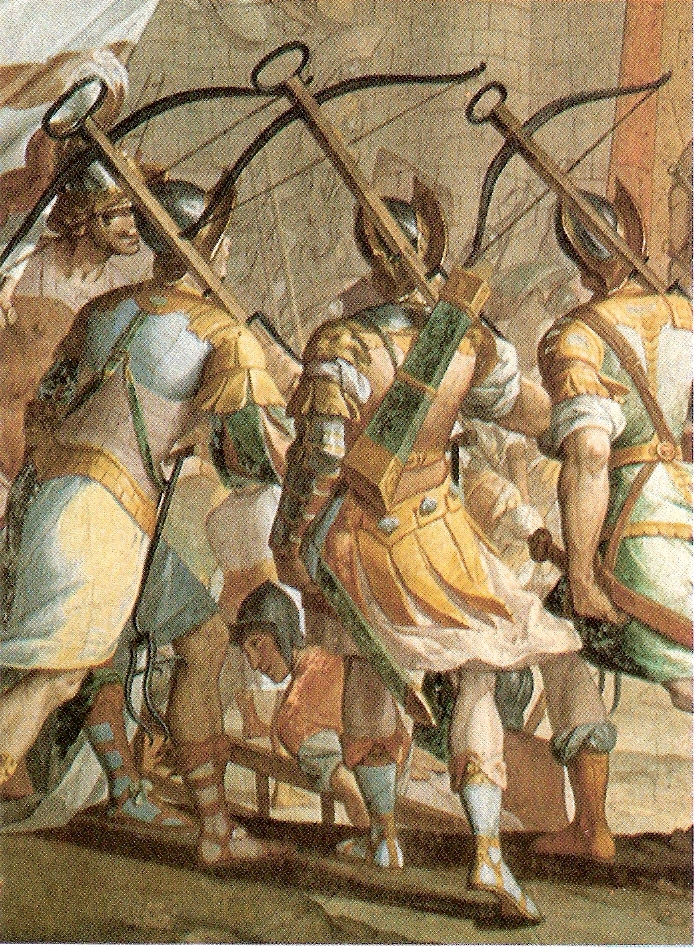
Affresco di Lazzaro Tavarone presso il Palazzo Cattaneo-Adorno di Genova raffigurante i balestrieri genovesi durante la Presa di Gerusalemme

La creazione dell'Ufficio di Milizia nel 1551 rappresentò un passo significativo verso la professionalizzazione delle forze armate, con l'introduzione di un'organizzazione più strutturata e il reclutamento di soldati locali. Questo cambiamento ridusse la dipendenza dalle truppe mercenarie e migliorò l'efficienza operativa dell'esercito genovese.

## XVII secolo e gli Archibugieri
Nel XVII secolo, l'Arte degli archibugieri di Genova svolse un ruolo cruciale nella produzione di armi da fuoco, in particolare archibugi. La qualità delle canne da fuoco era garantita dalla fabbrica statale di Rossiglione, istituita per controllare direttamente la produzione. Quando la domanda superava la capacità locale, la Repubblica si rivolgeva a rinomati armaioli bresciani e bolognesi.
Le armi in dotazione comprendevano archibugi, pistole da ruota, pistole da miccia e balestriglie. Le balestriglie rappresentavano una versione evoluta della balestra, più maneggevole e adatta alle esigenze belliche dell'epoca.

### Servizio e Reclutamento
Il reclutamento avveniva principalmente tra le classi popolari, con un'attenzione particolare alle abilità individuali e all'idoneità fisica. I soldati prestavano giuramento di fedeltà alla Repubblica e ricevevano una paga mensile, variabile in base al ruolo e all'esperienza.

### Ruolo dei Soldati Corsi
Nel XVII secolo, i soldati corsi furono impiegati in compiti di ordine pubblico nel Dominio genovese. La conformazione territoriale della Repubblica favoriva il dilagare di fenomeni delinquenziali e di azioni di banditismo organizzato. I soldati corsi, affiancati da bargelli, famigli e sbirri, svolgevano funzioni di deterrenza, contribuendo al mantenimento dell'ordine pubblico. Lla loro presenza non era priva di problematiche, come danni alle coltivazioni e conflitti con la popolazione locale.

### Conflitti e Impieghi Militari
Durante il XVII secolo, l'esercito genovese partecipò a diversi conflitti significativi:
- Guerra tra Genova e il Ducato di Savoia (1672): Le forze genovesi, comandate da Don Gabriele di Savoia[12], affrontarono le truppe sabaude in una serie di scontri nella valle Arroscia. Nonostante le difficoltà iniziali, i genovesi riuscirono a prevalere, infliggendo perdite significative all'esercito piemontese.[13]
- Conflitto con la Francia (1684): Il bombardamento subito spinse la Repubblica ad adottare una politica di rigorosa neutralità, riducendo l'esposizione a conflitti esterni e concentrandosi sulla difesa del territorio nazionale.[14]

## Le riforme e la caduta della Repubblica

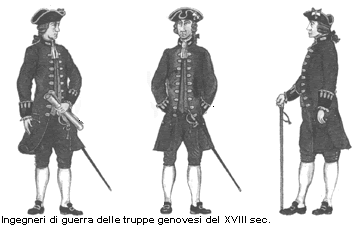
Genieri Genovesi del XVIII secolo

A partire dal 1729, la Corsica insorse contro il dominio genovese, dando inizio a una rivolta che, con periodi di relativa calma, proseguì fino al 1768. Questo conflitto ebbe un impatto profondo sull'organizzazione militare genovese. Nel 1731, le forze armate della Repubblica contavano circa 6.500 uomini, suddivisi in diverse compagnie, tra cui:
| Nominativo Generale | Numero di Compagnie | Nominativi per Compagnia             | Uomini    |
| ------------------- | ------------------- | ------------------------------------ | --------- |
| Oltremontana        | 9                   | I, II, III, IV, V, VI, VII, VIII, IX | 3240      |
| Di Fortuna          | 6                   | Fortuna, Grazia, III, IV, V, VI      | 1230      |
| Paeselle            | 20                  | I, ...XX                             | 500 circa |
| Corse               | 22                  | Aiaccio, Costa, Gazante, Doge        | 500 circa |
| Nuova Ordinanza     | 7                   | I, ...VII                            | 600 circa |

Nell'anno successivo, furono integrati 4.000 ausiliari austriaci. Dopo il ritiro di queste truppe nel 1738, l'esercito genovese venne riorganizzato in dieci battaglioni, ognuno composto da cinque compagnie, ad eccezione del battaglione greco, formato da tre compagnie.

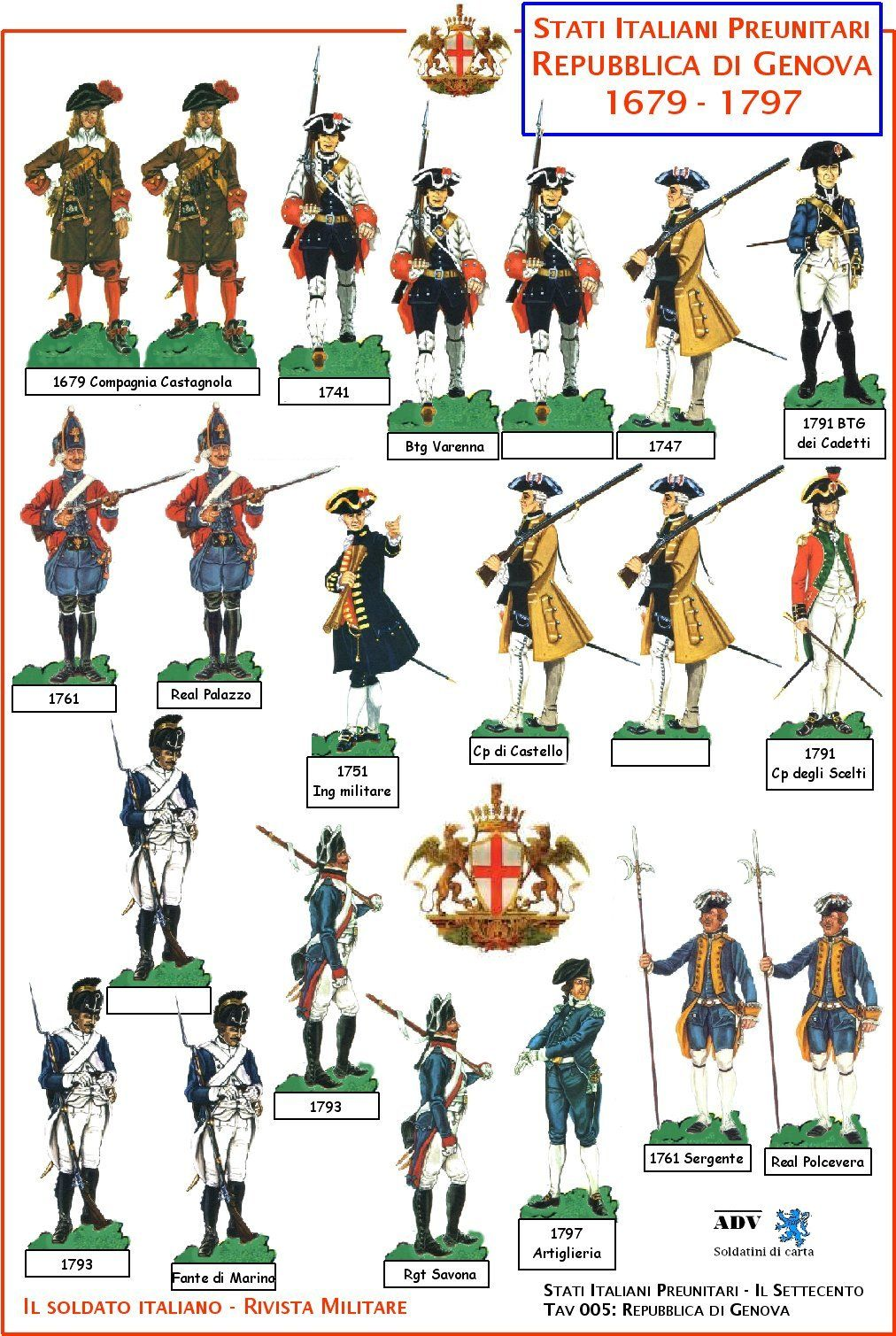
Soldati genovesi in divisa

### Organizzazione e Uniformi
Nel 1750, l'esercito era strutturato in nove battaglioni, denominati reggimenti, ispirati a nomi di città e paesi della Repubblica, tra cui:
- "Alberga"
- "Savona"
- "Polcevera"
- "Bastia"
- "Ajaccio"
- "Bisagno"
- "Sarzana"
- "Real Palazzo" (oltremontano)
- "Warenne" (oltremontano)

Le uniformi di questo periodo comprendevano una "marsina" (giacca corta e attillata), calzoni al ginocchio, un panciotto lungo con maniche e un tricorno, derivato dal cappello a larghe tese del secolo precedente. Gli ufficiali indossavano divise più elaborate, con bandoliera gallonata e ricamata.

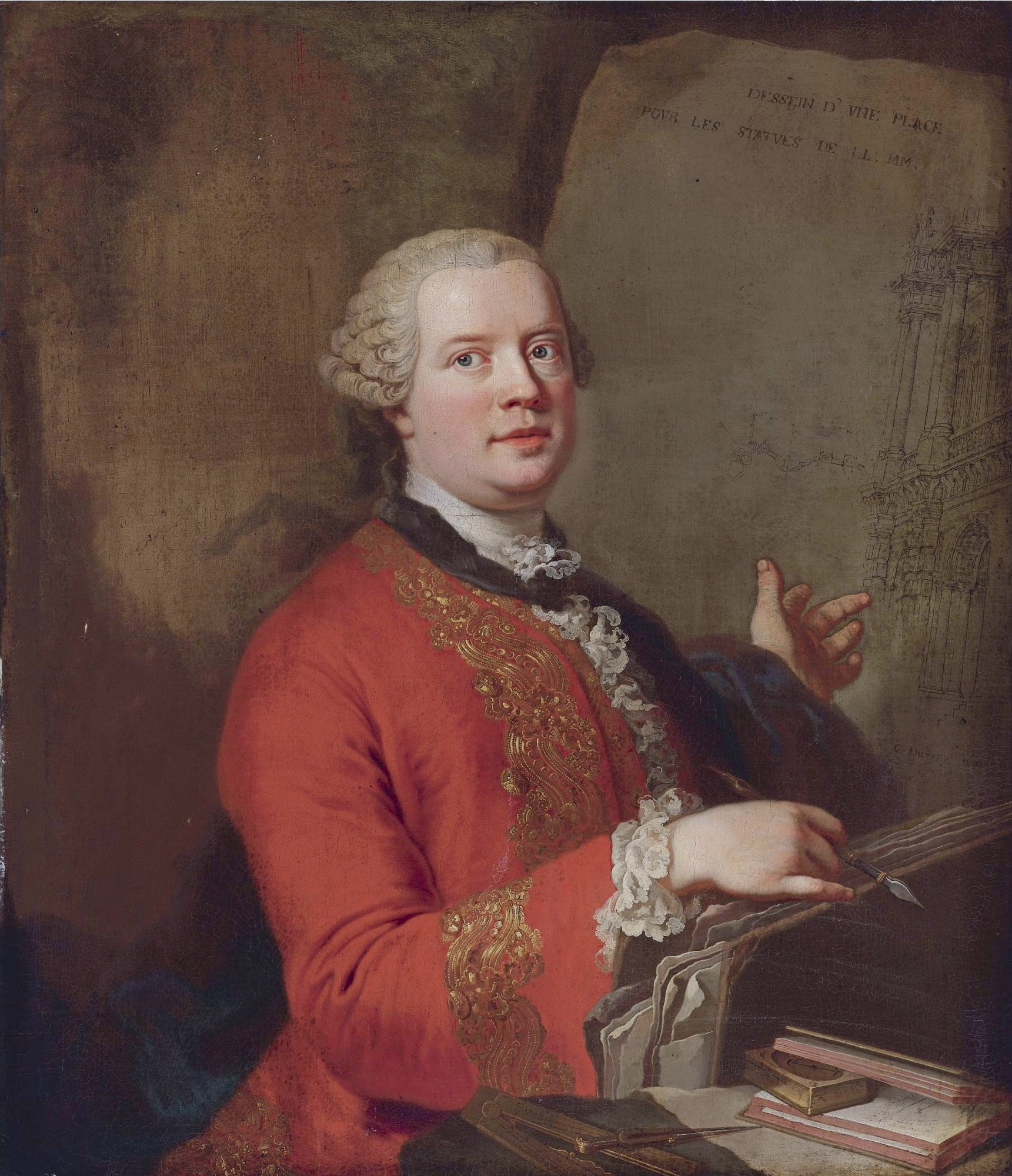
Comandante dell'Esercito genovese e massone, Giacomo Durazzo

### Partecipazione alla Guerra dei Sette Anni (1756-1763)
Durante la Guerra dei Sette Anni, le truppe genovesi si allearono con le forze franco-spagnole, combattendo principalmente oltre gli Appennini. Nel settembre 1746, le forze austriache occuparono Genova, ma una rivolta popolare il 5 dicembre costrinse gli occupanti a ritirarsi. La successiva pace di Aquisgrana nel 1748 restituì alla Repubblica i suoi domini.

### Declino e Cessione della Corsica
Nel 1768, di fronte alle crescenti difficoltà nel mantenere il controllo sulla Corsica, la Repubblica cedette l'isola alla Francia per due milioni di lire. Le truppe francesi, dopo una iniziale sconfitta nella battaglia di Borgo, sconfissero definitivamente le forze corse nella battaglia di Ponte Nuovo, portando all'annessione definitiva della Corsica alla Francia.

### Eredità e Trasformazioni
La cessione della Corsica segnò la fine del dominio genovese sull'isola e influenzò profondamente la struttura dell'esercito. Le truppe genovesi, ridotte nel numero e nell'efficacia, persero una fonte importante di reclutamento. L'influenza francese divenne sempre più preponderante, culminando nel 1797 con la caduta della Repubblica di Genova e la sua sostituzione con la Repubblica Ligure, modellata secondo il modello francese.